# Komako Hara
Komako Hara (原駒子, Hara Komako) est une actrice japonaise de premier plan à l'époque du cinéma muet, née le 6 février 1910 et morte le 28 décembre 1968. Son véritable nom est Komako Kuragata (倉形 駒子, Kuragata Komako).

## Biographie
Née dans la préfecture de Kanagawa, Hara fait ses débuts au cinéma en 1924 dans le film Rakujitsu no yume. Dans les films des studios comme Tōa Kinema et Makino Talkie, elle devient célèbre en interprétant des rôles de femmes fatales, de dokufu (femme poison) et de filles à yakuza dans le genre jidaigeki. À l'ère du parlant elle joue des rôles secondaires dans les films de réalisateurs comme Kenji Mizoguchi et Masahiro Makino.
Komako Hara a tourné dans plus de 200 films entre 1924 et 1952.

## Filmographie partielle
- 1924 : Rakujitsu no yume (落日の夢?) de Yoshirō Edamasa
- 1926 : Aishō (愛傷?) de Tamizō Ishida
- 1927 : Kennan jonan: Zenpen (剣難女難 前篇?) de Tamizō Ishida
- 1927 : Kennan jonan: Kōhen (剣難女難 後篇?) de Tamizō Ishida
- 1927 : Matsumae Tetsunosuke (松前鉄之助?) de Tamizō Ishida

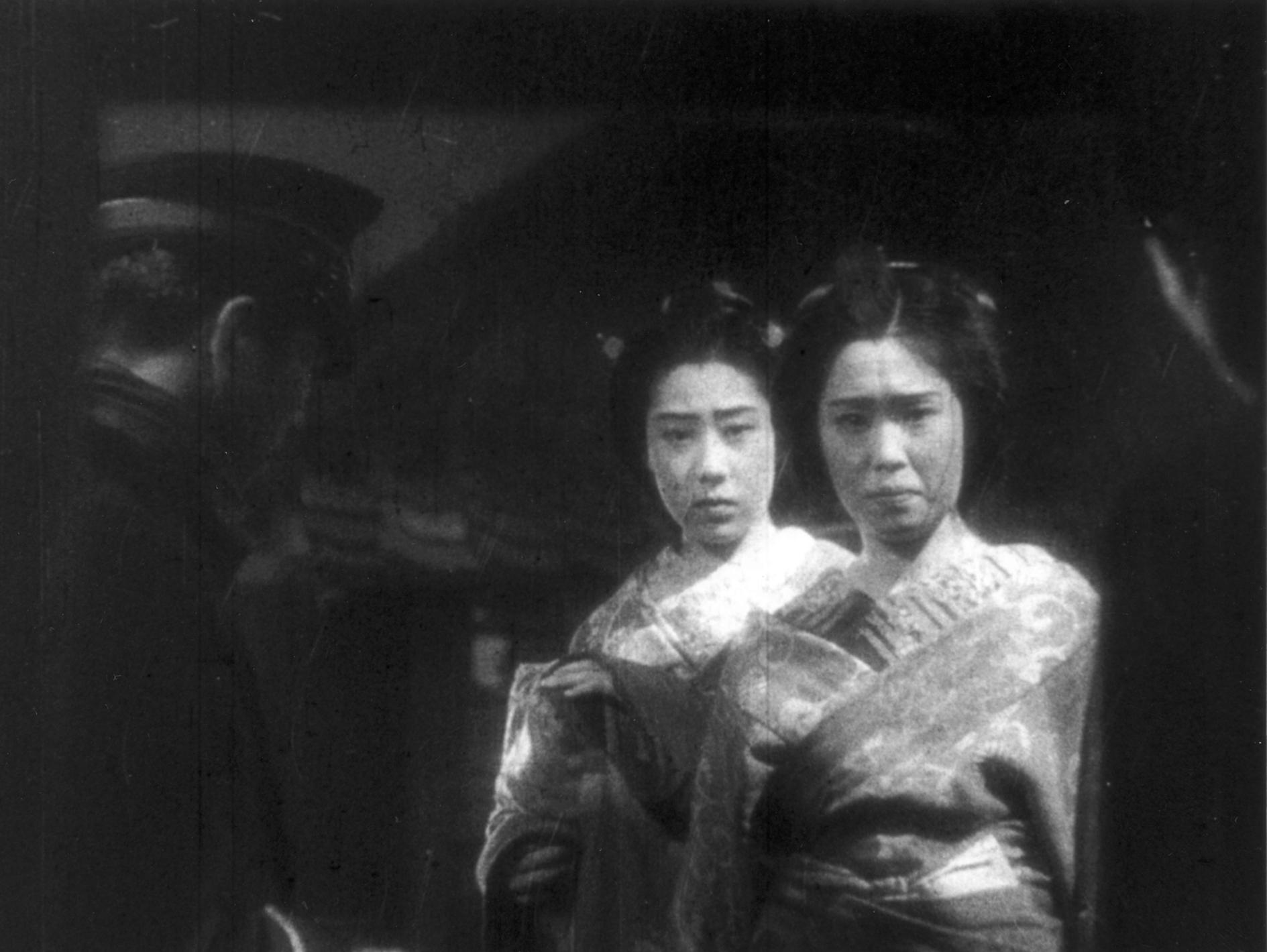
Isuzu Yamada et Komako Hara dans Oyuki la vierge (1935).

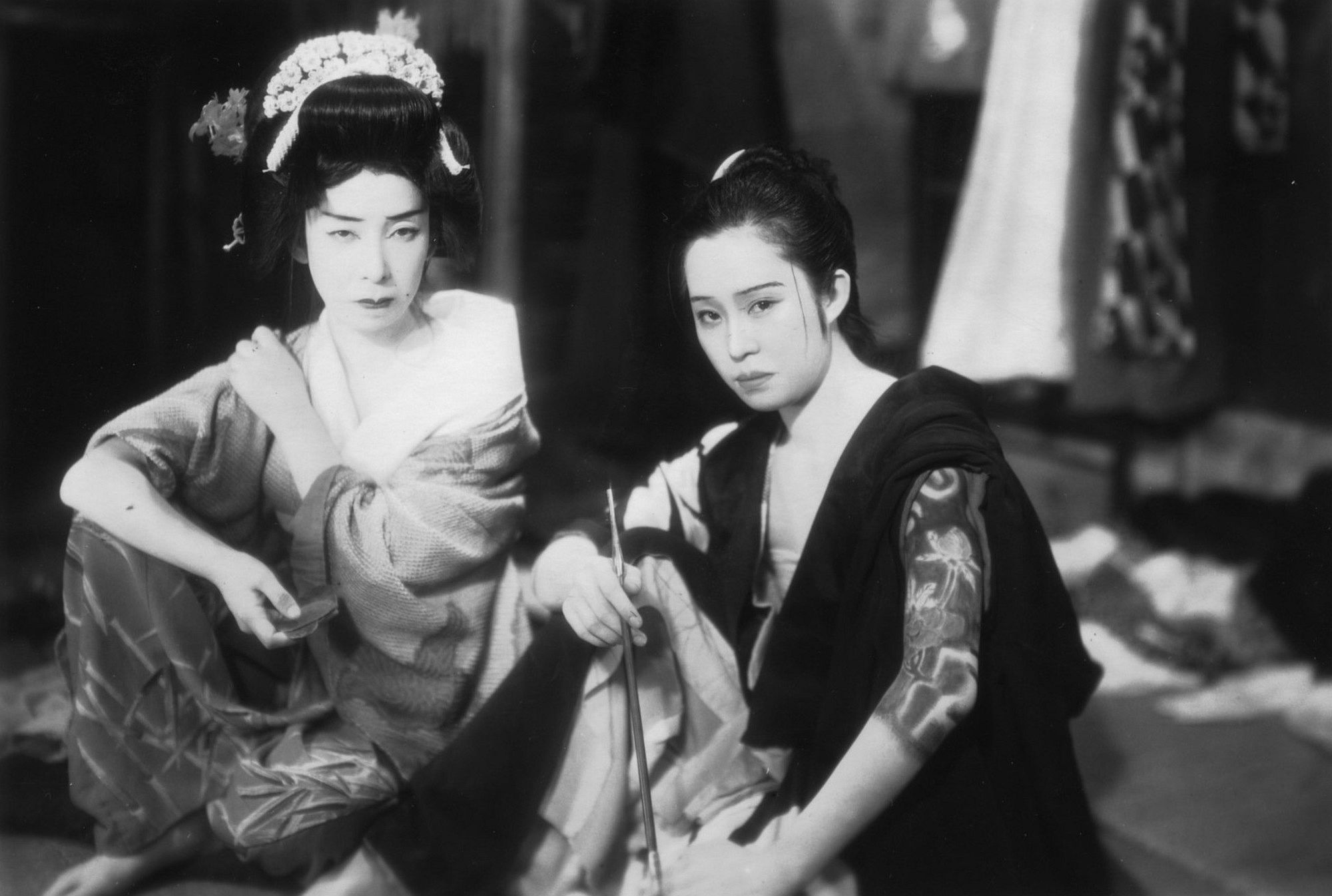
Yōko Umemura et Komako Hara dans Ojō Okichi (1935).

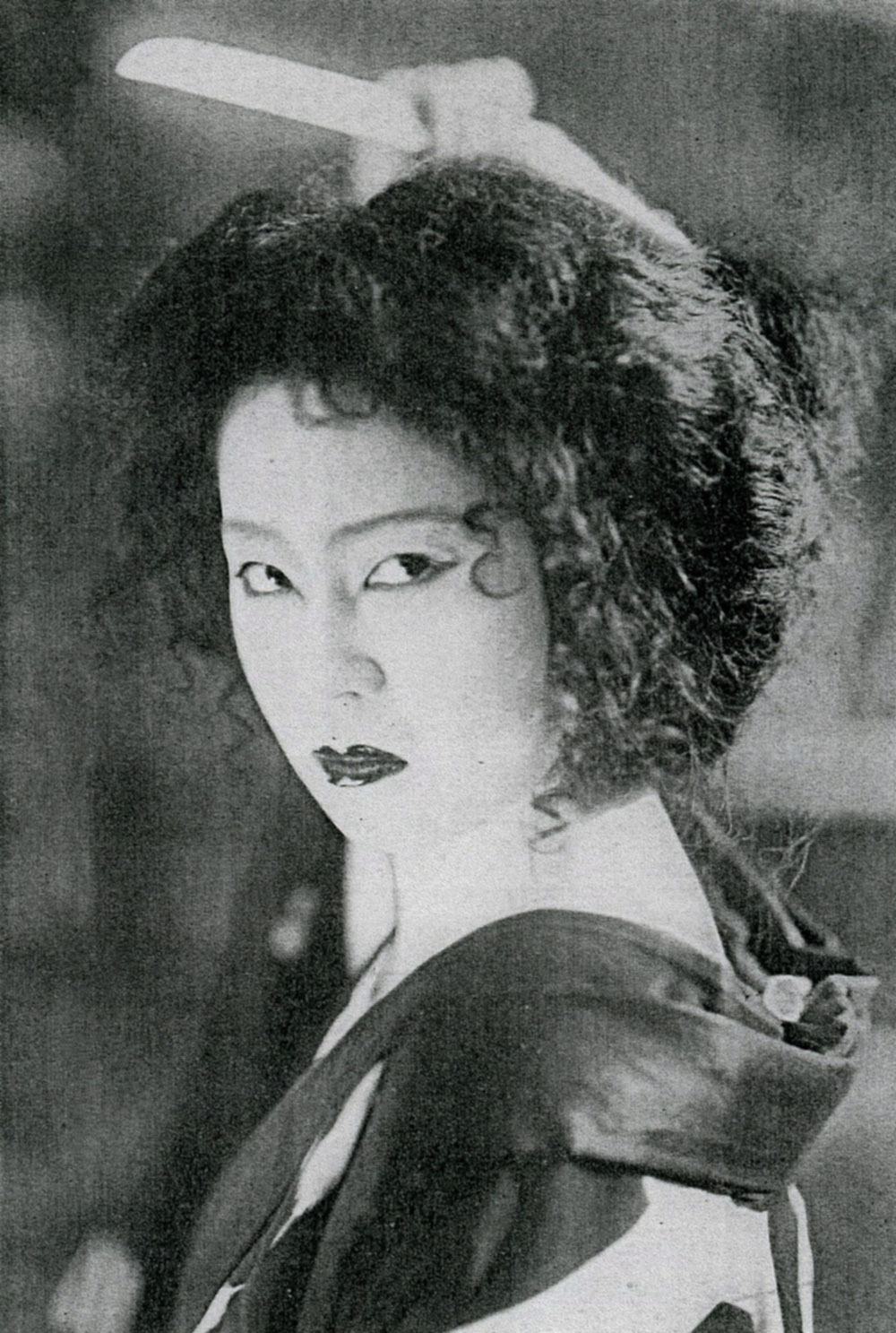
Komako Hara dans Hakuchō himon (1932).

- 1928 : Shinban Ōoka seidan - Zenpen: Suzukawa Genjūrō no maki (新版大岡政談 前篇 鈴川源十郎の巻?) de Gorō Hirose (ja)
- 1928 : Shinban Ōoka seidan - Chūhen (新版大岡政談 中篇?) de Gorō Hirose (ja)
- 1928 : Shinban Ōoka seidan - Kōhen (新版大岡政談 後篇?) de Gorō Hirose (ja)
- 1929 : Ukiyoe sōmatō (浮世絵走馬燈?) de Tamizō Ishida
- 1929 : Yūgiri no Senta (夕霧の仙太?) de Tamizō Ishida
- 1929 : Adauchi Jōrurizaka: Zenpen (仇討浄瑠璃坂 後篇?) de Shūsei Gotō
- 1929 : Adauchi Jōrurizaka: Kōhen (仇討浄瑠璃坂 後篇?) de Tamizō Ishida
- 1930 : Joraiya: Zenpen (女来也 前篇?) de Tamizō Ishida
- 1930 : Joraiya: Kōhen (女来也 後篇?) de Tamizō Ishida
- 1930 : Tengu sōdōki (天狗騒動記?) de Tamizō Ishida
- 1930 : Kiyokawa Hachirō (清川八郎?) de Tamizō Ishida
- 1930 : Kujō Takeko fujin: Muyūge (九条武子夫人 無憂華?) d'Arata Nezu et Shūsei Gotō
- 1932 : Hakuchō himon: Zenpen (白蝶秘門 前篇?) de Kyōtarō Namiki
- 1932 : Hakuchō himon: Kōhen (白蝶秘門 後篇?) de Kyōtarō Namiki
- 1934 : Le Col de l'amour et de la haine (愛憎峠, Aizo toge?) de Kenji Mizoguchi
- 1934 : Heitarō kenpō (平太郎剣法?) de Minoru Inuzuka
- 1935 : Oyuki la vierge (マリヤのお雪, Maria no Oyuki?) de Kenji Mizoguchi : Okin
- 1935 : Tsukigata Hanpeita (月形半平太?) de Matsuo Yamamoto
- 1935 : Katsujinken: Araki Mataemon (活人剣 荒木又右衛門?) de Masahiro Makino
- 1935 : Ojō Okichi (お嬢お吉?) de Tatsunosuke Takashima : Okane
- 1936 : Chuji Kunisada (国定忠治 信州子守歌, Kunisada Chūji: Shinshū komoriuta?) de Masahiro Makino
- 1937 : Onna Sazen (女左膳?) de Nobuo Nakagawa et Masahiro Makino
- 1937 : Duel à Takadanobaba (血煙高田の馬場, Chikemuri Takadanobaba?) de Hiroshi Inagaki et Masahiro Makino
- 1938 : Kurama Tengu (鞍馬天狗 角兵衛獅子の巻, Kurama Tengu: Kakubei jishi no maki?) de Masahiro Makino et Sadatsugu Matsuda : Kurayami no Okane
- 1938 : Un voyage de Yaji et Kita (弥次喜多道中記, Yajikita dōchūki?) de Masahiro Makino : Okuni
- 1939 : Le Port de Shimizu (清水港, Shimizu minato?) de Masahiro Makino
- 1941 : La Vie d'un acteur (芸道一代男, Geidō ichidai otoko?) de Kenji Mizoguchi
- 1950 : Le Visage du criminel (殺人者の顔, Satsujinsha no kao?) de Teinosuke Kinugasa : la tante de Shizue
- 1952 : La Vie d'O'Haru femme galante (西鶴一代女, Saikaku ichidai onna?) de Kenji Mizoguchi